# 安哲 (演員)
安哲，本名杜哲維（1985年—），台灣視覺藝術家、繪本作家、演員，於2006以《奇異國kiwi country系列》獲韓國首爾第十屆國際動畫競賽角色故事設計類第2名，2013年作品《清道夫 The Dustman》入圍法國安古蘭國際漫畫節新秀獎，同年作品《禮物 The Gift》更於瑞士琉森Fumetto國際漫畫節榮獲新秀獎首獎，2014作品《消失的226號 The Vanish no.226》入選美國3x3當代插畫展，2014年首次參與偶像劇《妹妹》演出；2018年再度以作品《阿河 Aho》入圍義大利波隆納插畫展，2019作品《黑馬 Black horse》入圍CCBF主辦上海國際金風車國際青年插畫家大賽。

## 演藝

### 電影
- 2019 - 幸福島味道
- 2018 - 誰先愛上他的

### 電視劇/網路劇
- 2021 - Netflix - 比悲傷更悲傷的故事：影集版 飾 任廣
- 2020 - 記憶浮島 飾 孟謙
- 2017 - 台視/八大綜合台 - 我的男孩 飾 喵喵
- 2016 - PPTV - 我喜歡你，你知道嗎？《愛·浪篇》 飾 高雄
- 2016 - 台視/東森綜合台 - 必勝練習生 飾 池宇浩
- 2016 -  網路影集 - Mr.Bartender 巴爾坦德先生 第二季 飾 Ray
- 2015 - 三立都會台/東森綜合台 - 軍官·情人 飾 杜正輝
- 2014 - 台視/八大綜合台 - 妹妹 飾 袁方

### 音樂錄影帶
- 2020 - 林家謙－拼命無恙
- 2016 - 丁噹－只是不夠愛自己
- 2013 - 陶晶瑩 - 我不祝福

### 廣告拍攝
- 2019 - tata木门

### 出席活動
- 2018 - AllSaints品牌手繪皮衣活動
- 2017 - ASUS ZenBook x 蜷川實花美力藝視界體驗會
- 2017 - 新光三越 - 雞年燈展
- 2016 - VA VA VOOM 餐廳開幕記者會
- 2016 - The MACALLAN EDITION No2 饕酒師專屬餐宴
- 2016 - Dior ultra shinedontbeshy 唇彩發表會
- 2016 - 新光三越 - 猴年燈展
- 2015 - CANON PowerShot G5  發表會
- 2015 - TOMS 時尚交流派對
- 2015 - JILL STUART X 藝術家安哲一日店長

## 創作

### 獲獎經歷
- 2019 -  CCBF主辦上海國際金風車國際青年插畫家大賽 - 入圍
- 2018 -  義大利波隆那插畫展入選
- 2018 -  台北國際書展第十四屆金蝶獎－台灣出版設計大獎榮譽獎 / 出版品《 紙上的小宇宙 （页面存档备份，存于） 》
- 2016 -  台北國際書展第十二屆金蝶獎－台灣出版設計大獎榮譽獎 / 繪本《 不安分的石頭 （页面存档备份，存于） 》
- 2014 -  美國3x3當代插畫展 - Merit優選 / 作品《 消失的226號 》
- 2013 -  歐漫前衛漫畫節瑞士琉森Fumetto （页面存档备份，存于）新秀獎-首獎 / 作品《 禮物 》
- 2013 -  法國安古蘭國際漫畫節新秀獎-入圍 / 作品《 清道夫 》
- 2006 -  韓國首爾第十屆國際動畫競賽kiwi country系列獲得角色故事設計類-第2名
- 2005 -  台灣設計師協會舉辦第一屆台灣設計師玩具角色設計競賽-優選

### 參展
- 2018 - 誠品生活松菸店「爛漫盛放手之千姿百態」互動展
- 2017 - 新光三越雞年燈展
- 2016 - VAVAVOOM開幕藝術家聯展 - 「傲嬌男孩 Proud Boy」
- 2016 - 新光三越猴年燈展 - 安哲 x 7crash
- 2015 - Hello Kongzi全球公益巡展
- 2015 - 華山《日不落 on the move》特展 [4]
- 2015 - 台紐圖像小說展
- 2013 - 漫漫畫雙城：臺北80 x 香港90
- 2013 - 布魯塞爾漫畫節 - 台灣館 -「台灣在漫畫的原鄉」
- 2013 - 香港動漫電玩節 - 獨立藝術家聯展 -「跟一棵樹的對話」
- 2013 - 瑞士琉森Fumetto漫畫節
- 2013  - 法國安古蘭國際漫畫節 -「快樂的漫畫船台灣」
- 2009 - 村上隆 GEISAI TAIWAN#1

### 個展
- 2015 - Welcome to Gagabe Forest 安哲插畫創作展 - 勤美誠品綠園道[5]
- 2012 - 小夢想(Little Dream) - 可可人文咖啡
- 2010 - 床底下的夢想 (The Dream Under The Bed) - 高雄空島18

### 活動
- 2019 - 台北國際藝術村Taipei Artist Village -【夏季開放日 X 安哲創作分享會「我選擇不安定 - 擁抱變動的勇氣】
- 2017 - 《紙上的小宇宙》誠品生活松菸店 新書分享會
- 2015 - 2016 AXES X 安哲《不安分的石頭》見面會 / 小夢想明信片見面簽名會
- 2015 - Find the Muse ──漫畫文化發展與經紀
- 2015 - 僑光科技大學 - 【標籤後的創作】
- 2015 - 臺灣藝術大學 -【安哲的圖像創作從漫畫到繪本】
- 2014 - 金車藝術講堂 - 【生活中的靈感到創作】
- 2013 - 誠品敦南深夜講堂 - 【圖像小說迷人之夜】
- 2007 - 入選當代藝術館舉辦的moca藝術市集
- 2007 - 入選敦南誠品主辦的 一卡皮箱市集
- 2006 - 參與華山藝文中心創意市集活動

### 雜誌/專訪
- 2019 - 《 天下雜誌video 》【安哲 努力長出勇氣，體制外教我的事】
- 2018 - 《 men's uno Taiwan 》【MAISON PROMAX × 安哲 藝術家的都會漫遊】
- 2018 - 《小日子一月號 No.069期》【新世代職人的工作日常】
- 2017 - 《POPEYE 2月號/2017》 【城市男子的時尚、生活與房間 專題】
- 2017 - 《潮人物雜誌 1-2月合併號/2017 第75、76期》 【封面人物 / 有你在，就是最好的家 專題】
- 2015 - 《Style Master 11月號/2015 第33期》 【BEING CREATIVE TO PERCEIVE THE POSSIBILITY他們喜歡自由，他們追求自我，創意人與Tech Fleece Aerloloft的交流】
- 2015 - 《 第448期 張老師月刊 4月號 》「視覺藝術家」安哲　手握畫筆，我就有夢
- 2015 - 《 marie claire 美麗佳人 Mar. No.263》安哲，不安分的創作魂
- 2015 - 《 Bella儂儂 1月號 / 第368期 》安哲 故事不一定有解答
- 2015 - 《 TVBS周刊 NO.881 》從插畫家到男主角 安哲畫出改變勇氣[6]
- 2014 - 《 DFUN WINTER NO.51 》安哲 對話框外的日常美學[7]
- 2014 - 《 壹週刊  ｜697期 》
- 2014 - 《 TVBS周刊 NO.873 》金鐘編劇徐譽庭拍《妹妹》，男二竟是「騙」來的！[8]
- 2014 - 《 新北市藝遊4月號 》安哲，一個人生活的故事 [9]
- 2013 - 《 台灣光華雜誌中英文版12月號 / 第38卷12期 》用創作愛地球跨界漫畫家安哲 [10]
- 2013 - 《 dpi 設計流行創意雜誌 12月號 / 第176期 》安哲｜給世界的禮物
- 2013 - 《 潮人物 7月號 / 第33期 》在城中獵奇的小王子 台灣漫畫家安哲
- 2013 - 《 壹週刊  ｜622期 》一位青年藝術家的畫像

### 出版品
- 2021 - 《小紅花》 - 親子天下
- 2020 - 《阿河Aho》 - 大塊文化出版
- 2016 - 《紙上的小宇宙》 - 凱特文化出版
- 2016 - La piedra desobediente
- 2014 - 《不安分的石頭》 - 大塊文化出版
- 2011 - 《床底下的夢想》圖文筆記書 - 大田出版

### 作品收錄
- 2018 - 《 Illustrators Annual 2018 》- Bologna Children’s Book Fair
- 2015 - 《 美國3x3當代插畫Annual No. 11》
- 2014 - 《 cacao可口：巴塞隆納與瘋狂 》3月號 vol.14 - 可口智造
- 2013 - 《 Graphic Fiction 圖文主張Vol.2 》- 無限出版
- 2010 - 《 這些作品超有fu 》 - 笛藤出版
- 2007 - 《 看達人玩創意 》 - 漢宇國際文化
- 2007 - 《 創意市集104 》 - 三采出版
- 2006 - 《 設計師的玩具狂想 》- 美麗殿出版

## 相關報導
1. ↑  韓漫畫展 台灣設計人獲獎 （页面存档备份，存于）（蘋果日報）
2. ↑  安古蘭新秀獎2013  （页面存档备份，存于）（法國安古蘭國際漫畫節台灣館）
3. ↑  看見台灣 琉森漫畫節 安哲奪新秀首獎 （页面存档备份，存于）（中時電子報）
4. ↑  台北遇見東倫敦，亂入《日不落》特展 （页面存档备份，存于） （時尚亂入）
5. ↑  Welcome to Gagabe Forest 安哲插畫創作展 （页面存档备份，存于） （勤美誠品綠園道）
6. ↑  從插畫家到男主角 安哲畫出改變勇氣 （页面存档备份，存于） （TVBS周刊 NO.881）
7. ↑  安哲 對話框外的日常美學 （页面存档备份，存于） （DFUN WINTER NO.51）
8. ↑  金鐘編劇徐譽庭拍《妹妹》，男二竟是「騙」來的！ （页面存档备份，存于） （TVBS周刊 NO.873）
9. ↑  .   [2014-10-12]. （原始内容存档于2016-03-05）.
10. ↑  用創作愛地球─跨界漫畫家安哲 （页面存档备份，存于） （台灣光華雜誌）

- 型男安哲為國爭光！入選「插畫界奧斯卡」超威 （页面存档备份，存于） （ETtoday星光雲）
- 跨足戲劇型男藝術家 安哲出國比賽得獎好有才 （页面存档备份，存于） （聯合報）
- 賀！台灣男星好有才 畫作入選插畫界奧斯卡 （壹週刊）
- 孤獨自轉的運行軌跡，造就自我小宇宙的奇花異朵：插畫家/演員安哲訪談 （页面存档备份，存于） （Polysh）
- 老靈魂說故事，安哲的視覺藝術創作之路 （页面存档备份，存于） （MyDesy）
- 《紙上的小宇宙》安哲：比起去旅行或看極光，我更想完成手上的故事 （页面存档备份，存于） （博客來人物專訪）
- 不安分的靈魂，深入安哲身兼藝術家與演員的秘密的創作世界 （页面存档备份，存于） （Dappei）
- 插畫家安哲的灰色童話 （页面存档备份，存于） （新光三越）
- 型男藝術家安哲AHN ZHE：「不安分未必是一件壞事」 （页面存档备份，存于） （beautimode）
- 其實他就是《不安分的石頭》？安哲的秘密創作世界 （页面存档备份，存于） （妞新聞）
- 好想和安哲來一場老派約會！偶像劇吹起了文青男二風 （页面存档备份，存于） （妞新聞）
- 跟安心亞親不完　安哲吻出新男神封號 （页面存档备份，存于） （壹週刊）
- 2014青年漫畫家 （页面存档备份，存于）（ACTUA BD）

## 外部連結
- 安哲的Facebook專頁
- 安哲的Instagram帳戶
- 安哲的新浪微博
- 安哲 （页面存档备份，存于）的behance頁面